# Holtrop (Großefehn)
Holtrop ist ein Ortsteil der Gemeinde Großefehn im Landkreis Aurich in Ostfriesland in Niedersachsen.

## Lage
Holtrop liegt rund sieben Kilometer südöstlich der Stadt Aurich. Der Ort wird über die Kreisstraßen K 104 und K 134 an die Bundesstraße 72 von Aurich zur Autobahnanschlussstelle Filsum der Autobahn 28 angebunden.

## Geschichte
Holtrop wurde erstmals am 7. September 1431 erwähnt. Der Vertreter des Dorfes Holtrop, Wilhelm Mertisna, unterschrieb zusammen mit 19 anderen weltlichen Vertretern ostfriesischer Gemeinden im heutigen südlichen Kreis Aurich einen Grunderwerbsvertrag des Klosters Aland in der ehemaligen Leybucht.
Im Mittelalter gehörte Holtrop zu den Hooge Loogen.
Als Ostfriesland im Jahr 1454 bzw. 1464 in den Reichsgrafenstand erhoben wurde, teilte Graf Ulrich Cirksena die Grafschaft in mehrere Ämter auf. Holtrop gehörte zum Amt Aurich und war seitdem Sitz einer Vogtei.
Während des Dreißigjährigen Krieges (1618–1648) wurde Holtrop von den Mansfelder Truppen räuberisch erpresst. Um Druck auszuüben, wurden drei Heerde (Bauernhöfe) und drei Warfstellen (Hausstelle mit Landbesitz) verwüstet.
Eine Pestepidemie raffte um 1660 eine ganze Anzahl von Bewohnern dahin.
In Holtrop wurden in der Zeit von 1700 bis 1880 mehrere Kornbrennereien betrieben. Der Holtroper Genever war regional sehr beliebt.
Im Jahre 1818, in der Zeit der Zugehörigkeit zum Königreich Hannover, wurde Holtrop Sitz der Amtsvogtei Holtrop.
Am 1. Juli 1972 wurde Holtrop und seine Ortsteile Bietzefeld, Holtroperfeld in die neue Gemeinde Großefehn eingegliedert.

## Namensherkunft
Holtrop wird auch in verschiedenen Urkunden als Holtdorp (= Holzdorf) bezeichnet. Der Name weist auf ein „holzreiches Dorf“ hin.

## Politik
Der Ortsrat, der den Ortsteil Holtrop vertritt, setzt sich aus sieben Mitgliedern zusammen. Die Ratsmitglieder werden durch eine Kommunalwahl für jeweils fünf Jahre gewählt. Die aktuelle Amtszeit begann am 1. November 2021 und endet am 31. Oktober 2026.
Bei der Kommunalwahl 2021 ergab sich folgende Sitzverteilung:
| Ortsrat 2021Insgesamt 7 Sitze - SPD: 4 - BL: 2 - CDU: 1 |

## Sehenswürdigkeiten
Die evangelisch-lutherische Holtroper Kirche wurde im 13. Jahrhundert erbaut und ist eine der größten Dorfkirchen Ostfrieslands. Die rechteckige romanische Saalkirche aus Backstein zeichnet sich insbesondere durch den in einer Dorfkirche ungewöhnlichen Lettner vor dem Ostchor aus, der den vorderen Altarbereich vom Gemeindebereich abtrennt. Er ist einer von fünf erhaltenen Lettnern in einer ostfriesischen Kirche. Der schiefe Glockenturm der Kirche steht, wie bei den ostfriesischen Kirchen üblich, abgetrennt auf der Südseite der Kirche.